# Škotski red u SAD-u
Drevni i prihvaćeni škotski obred (engl. Ancient and Accepted Scottish Rite, skraćeno AASR), jednostavno Škotski obred (Scottish Rite), jedan je od najzastupljenjih obreda slobodnog zidarstva u Sjedinjenim Američkim Državama. Podijeljena je na nekoliko vrhovnih vijeća na federalnoj razini, za razliku od velikih loža koje djeluju na razini saveznih država, upravljajući s prva tri stupnja.
Škotski red je jedno od dodatnih tijela slobodnog zidarstva koje majstori mogu slobodno izabrati nakon osnovna tri stupnja, kako bi produbili svoje razumijevanje načela slobodnog zidarstva. Za pristup vrhovnom vijeću, potrebno je prethodno dosegnuti 32. stupanj, dok je 33. stupanj počasni i dodjeljuje se samo izabranim članovima.
Škotski obred kakvog ga danas poznajemo, odnosno kao jedinstveni sustav formalno je osnovan u svibnju 1801. godine, osnivanjem Matičnog vrhovnog vijeća (Mother Supreme Council) u Charlestonu, Južna Karolina.

## Južna jurisdikcija
Vrhovno vijeće Drevnog i prihvaćenog škotskog obreda, Južna jurisdikcija SAD-a (engl. Supreme Council, Ancient and Accepted Scottish Rite, Southern Jurisdiction, USA) prvo je i najstarije vrhovno vijeće Drevnog i prihvaćenog škotskog obreda, osnovano 1801. godine. Njegov službeni puni naziv glasi: Vrhovno vijeće (Matično vijeće svijeta) glavnog inspektora vitezova zapovjednika Hrama Salomonova trideset trećeg stupnja slobodnog zidarstva Drevnog i prihvaćenog škotskog obreda južne jurisdikcije Sjedinjenih Američkih Država. U svakodnevnoj uporabi često se koristi skraćeni naziv: Vrhovno vijeće 33°, Južna jurisdikcija (The Supreme Council, 33°, Southern Jurisdiction), ili jednostavno Majčinsko Vrhovno vijeće svijeta (Mother Supreme Council of the World).
Ono je najviše upravno tijelo Škotskog reda unutar svoje jurisdikcije i jedno je od četiri regularna i priznata vrhovna vijeća u Sjedinjenim Državama – uz Sjevernu jurisdikciju i dva vrhovna vijeća povezana s afroameričkim slobodnim zidarstvom. Vrhovno vijeće Južne jurisdikcije tvrdi da su sva druga vrhovna vijeća i podređena tijela Škotskog reda proizašla iz njega, iako su neki stupnjevi Škotskog obreda postojali i prije njegova osnutka. Danas je ovo vijeće nadležno za 35 saveznih država SAD-a, dok preostalih 15 potpada pod Sjevernu jurisdikciju, koja djeluje kao neovisno tijelo.
U Južnoj jurisdikciji, Vrhovno vijeće sastoji se od najviše 33 člana, poznatih kao aktivni članovi, a predvodi ih suvereni veliki zapovjednik (Sovereign Grand Commander). Ostali članovi Vrhovnog vijeća nose titulu "suvereni veliki generalni inspektor" (Sovereign Grand Inspectors General), i svaki od njih vodi tijela Škotskog reda u svom orijentu (tj. saveznoj državi). Voditelji orijenata koji nisu članovi Vrhovnog vijeća nazivaju se namjesnici Vrhovnog vijeća (Deputies of the Supreme Council).
Vrhovno vijeće Južne jurisdikcije sastaje se svake neparne godine u kolovozu u Kući Hrama (House of the Temple), službenom sjedištu u Washingtonu. Tijekom tog sastanka, Dolina "Washington" izvodi 33. stupanj za one članove koji su izabrani da ga prime, kao i za one koji žele prisustvovati ceremoniji. U okviru tog tjedna održavaju se i zatvoreni sastanci između velikog zapovjednika i ostalih članova Vrhovnog vijeća, dok se petog dana sastanka organizira svečana javna ceremonija kojoj prisustvuju brojni slobodni zidari iz cijelog svijeta.

### Povijest
Vrhovno vijeće Škotskog reda osnovano je u svibnju 1801. godine u Shepheardovoj gostionici u Charlestonu, Južna Karolina. Zanimljivo, upravo na toj lokaciji je još 1754. godine osnovana prva masonska loža u toj saveznoj državi. Osnivači Škotskog reda, poznati kao "Jedanaestorica iz Charlestona" (The Eleven Gentlemen of Charleston), bili su ključne osobe u oblikovanju i širenju Drevnog i prihvaćenog Škotskog reda. Među njima su:
- John Mitchell (1741. – 1816.) – rođen u Irskoj, došao je u Ameriku u mladosti. Bio je zamjenik intendanta u Kontinentalnoj vojsci Trinaest kolonija. 2. travnja 1795. primio je povelju od Barenda Mosesa Spitzera kojim je ovlašten da kao zamjenik glavnog inspektora Reda osniva lože savršenstva i druga tijela. Postao je prvi veliki zapovjednik Vrhovnog vijeća.
- Frederick Dalcho (1770. – 1836.) – liječnik, veteran Rata za neovisnost. Godine 1801. udružuje se s Isaacom Auldom. Bio je istaknuti govornik, autor prve edicije Ahiman Rezon, urednik Charleston Couriera, đakon i svećenik Episkopalne crkve.
- Alexandre de Grasse (1765. – 1845.), poznat kao grof de Grasse-Tilly – sin slavnog francuskog admirala heroja američke revolucije. Bio je najmlađi među osnivačima i imenovan velikim zapovjednikom za Zapadnoindijske otoke. Nakon dolaska Napoleona, vratio se u Francusku, nastavio vojnu karijeru i širio slobodno zidarstvo u Europi.[8]
- Jean-Baptiste Marie Delahogue (1744. – 1822.) – Parižanin koji je živio u Saint-Domingueu do revolucije; svekar grofa de Grassea, jedan od osnivača Lože "La Candeur" u Charlestonu.
- Thomas Bartholemew Bowen (1742. – 1805.) – prvi veliki majstor ceremonija novog Vrhovnog vijeća. Bio je bojnik u Kontinentalnoj vojsci i po zanimanju tiskar.
- Abraham Alexander (1743. – 1816.) – rođen u Londonu, doselio u Charleston 1771. Bio je Sefardski Židov, vrsni kaligraf i prvi veliki tajnik Vrhovnog vijeća.
- Emanuel de la Motta (1760. – 1821.) – trgovac i aukcionar, također Sefardski Židov. Bio je član Lože "Friendship" i predan proučavanju židovske književnosti i slobodnog zidarstva.
- Isaac Auld (1770. – 1826.) – ugledni liječnik i suradnik Dalchoa. Bio je čvrst u vjerskom uvjerenju kao kongregacionalist.
- Israel de Lieben (1740. – 1807.) – rođen u Pragu, preselio se u SAD s 21 godinom. Bio je prvi veliki rizničar Vrhovnog vijeća. Smatran inteligentnim, liberalnim i velikodušnim, nazivan "židovom otvorenog uma".
- Moses Clava Levy (1749. – 1839.) – rođen u Krakovu, bogati trgovac, poznat po svojoj darežljivosti i odanosti svojoj novoj domovini.
- James Moultrie (1766. – 1836.) – jedini rođeni Južnokarolinac među osnivačima, po zanimanju liječnik. Albert Pike ga je opisao kao jednog od najuglednijih građana Južne Karoline.

Godine 1813., jedan član Vrhovnog vijeća osniva Vrhovno vijeće Sjeverne jurisdikcije SAD-a u New Yorku. 1823. godine, Vrhovno vijeće Južne jurisdikcije dodjeljuje nadležnost nad petnaest država istočno od Mississippija i sjeverno od rijeke Ohio novoosnovanom sjevernom vijeću.
Godine 1870., sjedište Vrhovnog vijeća seli se u Washington, iako se "matično sjedište" i dalje simbolički smatra Charlestonom. Godine 1911., Vrhovno vijeće započinje gradnju svog novog sjedišta u distriktu Columbia, zvanog "Kuća Hrama" (House of the Temple). Završena 1915. godine, ta zgrada i danas predstavlja središte Južne jurisdikcije Škotskog reda. U Kući Hrama počivaju i posmrtni ostaci Alberta Pikea, jednog od najvažnijih reformatora i pisaca u povijesti Škotskog reda.
Jedan od najvažnijih filozofskih tekstova Južne jurisdikcije Škotskog reda je djelo Moral i dogma Drevnog i prihvaćenog škotskog obreda, koje je Albert Pike napisao 1871. godine. Od tada pa sve do 1974., svakom novom članu Južne jurisdikcije uručivao se primjerak te knjige kao dio inicijacije. Nakon 1974., tu je ulogu preuzelo djelo Clausenovi komentari na Morale i dogmu (Clausen’s Commentaries on Morals and Dogma) koje je iste godine napisao tadašnji veliki zapovjednik Henry C. Clausen. Kasnije, 1988., uvedena je nova knjiga pod nazivom Most prema svjetlu: revidirani standardni Pikeov ritual (A Bridge to Light: The Revised Standard Pike Ritual), autora Rexa Hutchensa. Nakon prihvaćanja Revidiranog standardnog Pikeova rituala, Hutchensovo je djelo revidirano 2010. godine od strane Artura de Hoyosa, glavnog arhivara i povjesničara Škotskog reda. Danas se novim članovima Južne jurisdikcije prilikom pristupanja uručuju dva djela autora de Hoyosa, Škotski red: Ritualni monitor i vodič (Scottish Rite Ritual Monitor and Guide, 2007., rev. 2010.) te Moral i dogma: Komentirano izdanje (Morals and Dogma: Annotated Edition, 2011.), koje uključuje suvremene komentare i objašnjenja izvornog Pikeova teksta.

### Ustroj

#### Nadležnost
Pod okriljem Vrhovnog vijeća Južne jurisdikcije djeluje 39 orijenata, od kojih njih 35 pokriva područja saveznih država SAD-a. Četiri orijenta nalaze se van SAD-a, i pokrivaju zemlje Japan, Južnu Koreju, Tajvan, Portoriko i Guam.
- Alabama
- Aljaska
- Arizona
- Arkansas
- Colorado
- Distrikt Columbia
- Florida
- Georgia
- Havaji i Guam
- Idaho
- Iowa
- Južna Dakota
- Južna Karolina
- Kalifornija
- Kansas
- Kentucky
- Louisiana
- Maryland
- Minnesota
- Mississippi
- Missouri
- Montana
- Nebraska
- Nevada
- Novi Meksiko
- Oklahoma
- Oregon
- Sjeverna Dakota
- Sjeverna Karolina
- Teksas
- Tennessee
- Utah
- Virginia
- Washington
- Wyoming
- Zapadna Virginia
- Japan i Koreja
- Portoriko
- Tajvan i Kina

#### Uprava
Na čelu Južne jurisdikcije Škotskog reda nalazi se dužnosnik s titulom duvereni beliki zapovjednik (Sovereign Grand Commander). Od osnutka Vrhovnog vijeća 1801. godine, ovu je dužnost obnašalo ukupno 21 osoba. Najduži mandat imali su Albert Pike i John H. Cowles, svaki u trajanju od 32 godine, što ih čini najistaknutijim vođama u povijesti ove jurisdikcije. Popis suverenih velikih zapovjednika redom uključuje sljedeće osobe:
1. John Mitchell (1801. – 1816.)
2. Frederick Dalcho (1816. – 1822.)
3. Isaac Auld (1822. – 1826.)
4. Moses Holbrook (1826. – 1844.)
5. Jacob De La Motta (v.d., 1844. – 1845.)
6. Alexander McDonald (1845. – 1846.)
7. John H. Honour (1846. – 1858.)
8. Charles M. Furman (v.d., 1858. – 1859.)
9. Albert Pike (1859. – 1891.)
10. James C. Batchelor (1892. – 1893.)
11. Philip C. Tucker (1893. – 1895.)
12. Thomas H. Caswell (1895. – 1900.)
13. James D. Richardson (1901. – 1914.)
14. George F. Moore (1914. – 1921.)
15. John H. Cowles (1921. – 1953.)
16. Thomas J. Harkms (1952. – 1955.)
17. Luther S. Smith (1955. – 1969.)
18. Henry C. Clausen (1969. – 1985.)
19. C. Fred Kleinknecht (1985. – 2003.)
20. Ronald A. Seale (2003. – 2019.)
21. James D. Cole (od 2019.)

### Struktura stupnjeva
Prije nego što je Albert Pike postao član Južne jurisdikcije, stupnjevi bili su u vrlo osnovnom obliku – najčešće su sadržavali tek kratku povijest i legendu pojedinog stupnja, bez razvijenog rituala za njihovo izvođenje. Godine 1855., Vrhovno vijeće osnovalo je posebno povjerenstvo odbor za izradu i sastavljanje rituala za stupnjeve od 4. do 32.. U odboru su bili: Albert Mackey, John H. Honour, William S. Rockwell, Claude P. Samory i Albert Pike. Iako ih je bilo pet, sav rad na ritualima odradio je upravo Pike, koji je tako postavio temelje suvremenog sustava Škotskog reda.
Danas se stupnjevi u Južnoj jurisdikciji dijele u četiri glavne skupine, loža savršenstva (od 4. do 14. stupnja), kapitel ružinog križa (od 15. do 18. stupnja), koncil kadoša (od 19. do 30. stupnja) i konzistorij (31. i 32. stupanj). Nadahnuće pojedinih stupnjeva dolazi iz različitih izvora, i to njemački iluminizam i sudovi svetog Vehmea (9. – 11. i 21. stupanj), hebrejsko i biblijsko podrijetlo (4. – 8. te 12. – 17.), stupnjevi povezani s Salomonovim hramom (19., 20., 23. – 27. i 29.) te alkemijski i rozenkrojcerski utjecaji (22. i 28. stupanj). Ova struktura i simbolika predstavljaju raznolik filozofski, povijesni i duhovni okvir, kroz koji kandidat napreduje prema dubljem razumijevanju slobodnog zidarstva.

## Sjeverna jurisdikcija
Vrhovno vijeće Drevnog prihvaćenog škotskog obreda, Sjeverna jurisdikcija SAD-a (engl. Supreme Council, Ancient Accepted Scottish Rite, Northern Jurisdiction, USA) drugo je najvažnije vrhovno vijeće Drevnog i prihvaćenog škotskog obreda te koje nadzire djelovanje Škotskog reda u petnaest saveznih američkih država. Ova je teritorijalna nadležnost uspostavljena 1827. godine, kada je Sjeverna jurisdikcija dobila ovlasti nad "tadašnjih 14 saveznih država istočno od rijeke Mississippi i sjeverno od Mason-Dixonove linije".
Ono je najviše upravno tijelo Škotskog reda unutar svoje jurisdikcije i jedno je od četiri regularna i priznata vrhovna vijeća u Sjedinjenim Državama – uz Sjevernu jurisdikciju i dva vrhovna vijeća povezana s afroameričkim slobodnim zidarstvom.
Vrhovno vijeće Sjeverne jurisdikcije može imati najviše 66 članova, a vodi ga suvereni veliki zapovjednik (Sovereign Grand Commander). Članovi koji su izabrani u Vrhovno vijeće dobivaju naziv "aktivni član" (Active). U ovoj jurisdikciji, svi slobodni zidari koji prime 33. stupanj postaju počasni članovi Vrhovnog vijeća. Voditelj Škotskog reda u svakoj saveznoj državi Sjeverne jurisdikcije nosi naslov namjesnik Vrhovnog vijeća (Deputy of the Supreme Council), npr. u Ohiju je to namjesnik za Ohio, i tako redom za svaku državu. Svaki namjesnik ima jednog ili više aktivnih članova koji mu pomažu u upravljanju radom u toj državi. Aktivni članovi Vrhovnog vijeća koji su vjerno služili 10 godina ili su navršili 75 godina života mogu steći počasni status "aktivni u miru" (Active, Emeritus).
Vrhovno vijeće Sjeverne jurisdikcije sastaje se svake godine: parnim godinama u formi užeg sastanka, a neparnim godinama na redovnom godišnjem zasjedanju na kojem sudjeluju svi članovi. Tijekom neparnih godina, upravo na toj godišnjoj sjednici dodjeljuje se 33. stupanj novoizabranim kandidatima.
U Sjevernoj jurisdikciji postoji uvjet od 46 mjeseci članstva i aktivnosti prije nego što kandidat postane podoban za primanje 33. stupnja. Iako postoje priznanja poput Nagrade za zaslužno služenje (Meritorious Service Award) i Posebnog priznanja za istaknuti doprinos (Distinguished Service Award), ona nisu obvezni koraci prema 33. stupnju.

### Povijest
Većina od 33 stupnja Škotskog obreda potječe iz ranijih sustava viših stupnjeva. Još 1767. godine u Albanyju, savezna država New York, osnovana je Loža savršenstva "Ineffable", koja je dodjeljivala stupnjeve do 25. stupnja. Slična su tijela postojala i u Philadelphiji i Charlestonu, ali su sva do 1800. godine prestala s radom. Formalno osnivanje Škotskog reda u Sjedinjenim Američkim Državama, s dodjelom stupnjeva do 33., dogodilo se osnutkom Majčinskog Vrhovnog vijeća u Charlestonu, Južna Karolina, u svibnju 1801.
Godine 1806., član Južne jurisdikcije Antoine Bideaud otputovao je u New York i "ispod stola" dodijelio 30., 31. i 32. stupanj Johnu Josephu Gourgasu i četvorici drugih Francuza, naplativši svakome 46 dolara. Taj je čin bio motiviran financijskom zaradom, bez službenog odobrenja. Početkom 1813. godine, Emmanuel De La Motta, veliki rizničar Južne jurisdikcije, boravio je u New Yorku radi zdravstvenih razloga te saznao za ove "neslužbene" članove Škotskog reda. Tijekom narednih mjeseci, njihov je status formalno reguliran, čime su postali regularni članovi Reda. Šest utemeljitelja uključivalo je ljude koji će kasnije postati prva trojica suverenih velikih zapovjednika Sjeverne jurisdikcije: Daniel D. Tompkins, Sampson Simson, John Joseph Gourgas te još trojicu: John Gabriel Tardy, Richard Riker i Moses Levy Maduro Peixotto.
Dana 1. svibnja 1813., dužnosnik Vrhovnog vijeća iz Charlestona uveo je nekoliko njujorških slobodnih zidara u 33. stupanj te osnovao Vrhovno vijeće za Sjeverni masonski okrug i jurisdikciju. Dana 21. svibnja 1814., novoosnovano vijeće ponovno je sazvano, a tijekom zasjedanja su njegovi članovi imenovani, izabrani i instalirani u skladu sa svim pravilima, čime je ono postalo "drugo Veliko i Vrhovno vijeće". U povelji ovog tijela, sastavljenoj 7. siječnja 1815., stoji i napomena: "Smatramo da ratifikacija treba biti datirana na dan 21. svibnja 5815."
Sjeverna jurisdikcija je, međutim, imala rivalstvo s Cerneauovim Vrhovnim vijećem, koje je također polagalo pravo na upravljanje Škotskim redom u sjevernim državama. Dok su razlike između tih tijela bile višestruke, neki povjesničari ističu da je ključna razlika bila u pristupu prema židovskim članovima: Sjeverna jurisdikcija bila je inkluzivna, dok je Cerneauovo vijeće isključivalo Židove.
Nakon tzv. Morganove afere (1830-ih), koja je izazvala snažan antimasonski pokret u SAD-u, Sjeverna jurisdikcija prestaje s djelovanjem između 1832. i 1843. Tijekom tog razdoblja, organizaciju su održavali samo dvojica ljudi – Gourgas i Yates, koji su sačuvali dokumentaciju i međusobno komunicirali o teškoj situaciji američkog slobodnog zidarstva. Mnogi su tada napustili slobodnog zidarstva zbog javnog pritiska i društvene osude.
Godine 1860., tijekom sastanka Vrhovnog vijeća Sjeverne jurisdikcije, tadašnji suvereni veliki zapovjednik Edward Asa Raymond izazvao je ozbiljnu krizu vodstva. Naime, odbio je razmotriti jednu točku dnevnog reda, spriječio glasovanje o prekidu sjednice, a zatim samovoljno proglasio sjednicu zatvorenom. Sljedećeg dana, odmah nakon čitanja zapisnika, zatvorio je Vrhovno vijeće sine die – tj. na neodređeno vrijeme – i napustio sastanak. U Raymondovoj odsutnosti, Killian Henry Van Rensselaer izabran je za zamjenika velikog zapovjednika, a potom i za vršitelja dužnosti suverenog velikog zapovjednika. Raymond je tada u potpunosti napustio Vrhovno vijeće te je, zajedno s velikim rizničarom Simonom W. Robinsonom, osnovao paralelno Vrhovno vijeće, koje je po njemu i nazvano, a ubrzo se ujedinilo s Hays-Cerneauovim Vrhovnim vijećem. Početkom 1862., iz tog novog tijela izbačen je Van Rensselaer, kao njegov protivnik. Nekoliko mjeseci kasnije, u svibnju 1862., Raymond je optužen za "duh neposluha" i za nastojanje da se nastavi ponašati kao suvereni veliki zapovjednik, unatoč činjenici da je službeno bio razriješen dužnosti. Tada je i izbačen iz originalnog Vrhovnog vijeća Sjeverne jurisdikcije. Ova kriza, poznata kao "Raskol iz 1860." godine (Schism of 1860), započela je kao unutarnji sukob oko vodstva, a rezultirala je time da su na sjeveroistoku SAD-a paralelno djelovala dva Vrhovna vijeća, sve do pomirbe 1867. godine.
Službeni datum osnutka današnjeg Vrhovnog vijeća, Sjeverne jurisdikcije SAD-a, računa se od 15. svibnja 1867., kada je došlo do "Unije 1867." – spajanja izvorne Sjeverne jurisdikcije s konkurentskim Hays-Raymond-Cerneauovim Vrhovnim vijećem u New Yorku. Time je nastao današnji oblik Sjeverne jurisdikcije.
Sjedište Sjeverne jurisdikcije bilo je izvorno smješteno u New Yorku, ali se veći dio kraja 19. i tijekom 20. stoljeća nalazilo u centru Bostona. Od 1927. do 1968., uredi su bili smješteni u bostonskom hotelu, a potom su 1968. premješteni u Lexington, Massachusetts. Godine 2013., zgrada sjedišta prodana je općini Lexington, a uredi suverenog velikog zapovjednika preseljeni su u prostor Škotskogritskog masonskog muzeja i knjižnice, koji se nalazi odmah pokraj bivšeg sjedišta.
U prosincu 2023., bivši suvereni veliki zapovjednik David Glattly javno je kritizirao Vrhovno vijeće zbog unutarnjih sukoba i financijskog lošeg upravljanja. Već u veljači 2024., Glattly je izbačen iz Reda, isprva bez službenog obrazloženja. U ožujku 2024., aktualni suvereni veliki zapovjednik Walter F. Wheeler naveo je kako je Glattly izbačen zbog izborne prijevare, neprikladnih kadrovskih postupaka, loše kontrole proračuna i troškova, ozbiljnih propusta u korporativnom upravljanju, te zbog stvaranja toksičnog radnog okruženja tijekom svog mandata.

### Ustroj

#### Nadležnost
Pod okriljem Vrhovnog vijeća Sjeverne jurisdikcije djeluje 97 dolina (Valleys) koje se nalaze na području 15 saveznih država SAD-a.
- Connecticut
- Delaware
- Illinois
- Indiana
- Maine
- Massachusetts
- Michigan
- New Hampshire
- New Jersey
- New York
- Ohio
- Pennsylvania
- Rhode Island
- Vermont
- Wisconsin

#### Uprava
Na čelu Sjeverne jurisdikcije nalazi se suvereni veliki zapovjednik (Sovereign Grand Commander). Od osnutka 1813. godine, ovu je dužnost obnašalo ukupno 23 osobe, uključujući jednog koji je bio samo vršitelj dužnosti. Najduže je služio Henry Lynde Palmer – 30 godina, dok je najkraći mandat imao Giles Fonda Yates, koji je bio zapovjednik svega 10 dana. Zanimljivo je da su tri suverena velika zapovjednika Sjeverne jurisdikcije bili isključeni iz Vrhovnih vijeća Škotskog reda, bilo tijekom svog mandata ili nakon njega: Edward Raymond (1862.), Killian Henry Van Rensselaer (1862.) i David Glattly (2024.). Popis suverenih velikih zapovjednika redom uključuje sljedeće osobe:
1. Daniel D. Tompkins (1813. – 1825.)
2. Sampson Simson (1825. – 1832.)
3. John James Joseph Gourgas (1832. – 1851.)
4. Giles Fonda Yates (1851.)
5. Edward Asa Raymond (1851. – 1860.)
6. Killian Henry Van Rensselaer (v.d. 1860. – 1861; 1862. – 1867.)
7. Josiah Hayden Drummond (1867. – 1879.)
8. Henry Lynde Palmer (1879. – 1909.)
9. Samuel Crocker Lawrence (1909. – 1910.)
10. Barton Smith (1910. – 1921.)
11. Leon Martin Abbott (1921. – 1932.)
12. Frederic Beckwith Stevens (v.d. 1932. – 1933.)
13. Melvin Maynard Johnson (1933. – 1953.)
14. George Edward Bushnell (1953. – 1965.)
15. George Adelbert Newbury (1965. – 1975.)
16. Stanley Fielding Maxwell (1975. – 1985.)
17. Francis George Paul (1985. – 1993.)
18. Robert Odel Ralston (1993. – 2003.)
19. Walter Ernest Webber (2003. – 2006.)
20. John William McNaughton (2006. – 2017.)
21. David Alan Glattly (2017. – 2021.)
22. Peter John Samiec (2021. – 2023.)
23. Walter F. Wheeler (od 2023.)

### Struktura stupnjeva
Članovi Sjeverne jurisdikcije moraju prethodno dosegnuti treći stupanj – tj. postati majstori – u svojoj matičnoj loži prije nego što se mogu prijaviti za članstvo u Škotskom redu. Sjeverna jurisdikcija aktivno dodjeljuje još 29 dodatnih stupnjeva, dok se 33. stupanj dodjeljuje počasno, kao priznanje za poseban doprinos slobodnom zidarstvu i društvu. Ipak, primanje ovih dodatnih stupnjeva ne daje članovima viši "rang" u slobodnom zidarstvu. Iako veći brojevi mogu sugerirati hijerarhiju, ovi se stupnjevi smatraju dodatnim stupnjevima, što znači da predstavljaju širenje znanja, a ne napredovanje u rangu. Oni su obrazovni i simbolički, a ne upravni.
Godine 2004., Sjeverna jurisdikcija je prepisala i reorganizirala stupnjeve, a daljnje promjene uslijedile su 2006. godine. Prema stanju iz 2023. godine, stupnjevi se u Sjevernoj jurisdikciji dijele u četiri tematske cjeline:
- Loža savršenstva (4. – 14. stupanj) – radnja smještena u doba Starog zavjeta.
- Vijeće prinčeva Jeruzalema (15. i 16. stupanj) – tematizira razdoblje babilonskog sužanjstva i povratak.[39]
- Kapitel ružinog križa (17. i 18. stupanj) – radnja se odvija prije i tijekom vremena Isusa.[40]
- Konzistorij (19. – 32. stupanj) – stupnjevi su smješteni u razdoblje od srednjeg vijeka do 1943. godine.

## Druga vrhovna vijeća
- Regularna vrhovna vijeća afroameričkog slobodnog zidarstva:
  - Ujedinjeno vrhovno vijeće 33. stupnja Drevnog i prihvaćenog škotskog obreda slobodnog zidarstva Princa Halla za južnu jurisdikciju[41]
  - Ujedinjeno vrhovno vijeće 33. stupnja Drevnog i prihvaćenog škotskog obreda slobodnog zidarstva Princa Halla za sjevernu jurisdikciju[42]
- Vrhovno vijeće Louisiane 33. i posljednjeg stupnja Drevnog i prihvaćenog Škotskog obreda[43]